# Arťom Mikojan
Arťom Ivanovič Mikojan (arménsky Արտյոմ Հովհաննեսի Միկոյան; 5. srpna 1905, Sanahin – 9. prosince 1970, Moskva) byl arménský letecký konstruktér, který se proslavil ve službách sovětského vojenského leteckého průmyslu, především jako spoluautor řady slavných stíhaček MiG (přičemž Mi v názvu stíhačky znamená právě Mikojan, G potom jméno jeho spolupracovníka Michaila Josifoviče Gurjeviče). Mezi nimi nejslavnější byl typ MiG-21, nejvyráběnější nadzvukový stíhací letoun (přes 10 000 vyrobených letadel). Prvním vyráběným strojem byl MiG-3 (nasazený v bojích druhé světové války), průlomovým a prvním proudovým byl MiG-15 z roku 1948 (poháněný motorem Rolls-Royce Nene, na který licenci Sověti koupili těsně před začátkem studené války, a který byl masivně nasazen v bojích Korejské války), prvním nadzvukovým byl MiG-19, MiG-23 se proslavil měnitelnou geometrií křídel a Mikojan navrhl i „trojmachový“ model MiG-25, což byl poslední letoun, na němž pracoval. Jeho starší bratr, Anastáz Ivanovič Mikojan, byl velmi vlivným sovětským politikem.
Jeho synovcem byl letecký konstruktér Ivan Mikojan.